# Biarritz olympique (rink hockey)
Le Biarritz olympique est un club omnisports de la ville de Biarritz dans les Pyrénées-Atlantiques. Cet article traite de la section rink hockey.

## Histoire
Le Biarritz Hockey club est né en 1926. Il devint une section du Biarritz Olympique en 1939. 
La section connut son apogée de 1942 à 1959, époque pendant laquelle les seniors remportèrent leurs cinq titres de champion de France.
Suivi ensuite une époque de cessation d'activité qui durera six saisons. En 1992, le club emménagea au gymnase Notary, où il évolue actuellement.
Alors que l'équipe est réputé comme étant physique par ses adversaires, de 2009 à 2013, l'équipe première du club évolua en Nationale 1. Depuis 2013, l'équipe évolue en Nationale 2.
Lors de la saison 2014-2015, l'équipe de Biarritz est promu en première division avec pour objectif le maintien. En 2015, l'équipe en Nationale 2 dispute la coupe de France face à Gujan en 16e, puis Plonéour en 8e.

## Infrastructure
Le club a à sa disposition le gymnase du Notary, ou salle André Fiton, du nom de ce joueur qui remporte le championnat de France à deux reprises avec Biarritz en 1958 et en 1959. La capacité de la salle est de 250 places.

## Palmarès
- 5 titres de champion de France (1942, 1945, 1946, 1958, 1959)
- 4 titres de champion de France de 2e division (1942, 1945, 1946, 2009)

## Effectif 2011-2012
| Nom                    | Poste           | Nationalité sportive | Sélections |
| Cyril Desnoyer         | Gardien         | France               | -          |
| François-Julien Serror | Gardien         | France               | -          |
| Baptiste Bonneau       | Gardien         | France               | -          |
| Mathieu Hysbergue      | Gardien         | France               | –          |
| Fabien Boutrois        | Joueur de champ | France               | –          |
| Sébastien Lesca        | Joueur de champ | France               | France A   |
| Emmanuel Lopez         | Joueur de champ | Espagne              | -          |
| Carles Exposito        | Joueur de champ | Espagne              | -          |
| Aïtor Fonollosa        | Joueur de champ | Espagne              | -          |
| Hyacinthe Cherifi      | Joueur de champ | France               | -          |
| Jonathan Varona        | Joueur de champ | Espagne              | –          |
| Thomas Bouchet         | Joueur de champ | France               | –          |
| Gérard Gipert-Poch     | Joueur de champ | Espagne              | –          |

Coach:  José-Maria BARRACHINA